# Доньо Подмолов
Доньо Стоянов Подмолов е български революционер опълченец.

## Биография
Роден е през 1852 година в Гюнели махле (Любенова махала) в Нова Загора в бедно, многодетно семейство. Има трима по-малки братя и една сестра. Още като малък остава сирак и работи в чужди домове, за да се препитава и да издържа семейството.
При обявяването на Руско-турската война той с ентусиазъм се отправя пеша да търси мястото на сраженията и на 5 август 1877 година, малко преди боевете на Шипка е приет за доброволец в Българското опълчение в редиците на Първа дружина с командир подполковник Константин Кесяков. Поради недостатъчното време за военна подготовка Подмолов е зачислен към обслужващия състав – копае окопи, пренася снаряжения и телата на ранени и загинали опълченци, за което получава първото си военно отличие.
След четиримесечно обучение Подмолов е включен в частта на генерал Скобелев при изключително тежкото преминаване на Стара планина в зимни условия. Взима участие в Битката при Химитлийския проход и в Шейновската битка, където е пленен Вейсел паша. За участието си в тези боеве получава кръст за храброст.
На 16 април 1928 година почива след кратко боледуване.

## Признание
До края на войната Доньо Подмолов получава общо пет ордена и медала, които впоследствие са предадени от наследниците му на Историческия музей в Нова Загора. След Освобождението градският общински съвет на Нова Загора гласува да му се дари парцел за строеж на къща. През 1913 гforkd по сила на решение на Народното събрание е определено да получава народна пенсия.
Родният дом на Подмолов е на мястото на днешната улица „Христо Ботев“ № 10 в града, където има поставена паметна плоча. През 1993 гforkd градският общински съвет взема решение да именува улица в Нова Загора на името на Доньо Подмолов.